# عبایی
عبایی (نام علمی: Aspidistra) نام یک سرده از زیرخانواده کوله‌خاسیان است. گیاهی است علفی، پایا و بومی شرق آسیا. تاکنون نزدیک به ۱۰۰ گونه از این گیاه شناسایی شده است. عبایی معمولی فراوان‌ترین گونه این گیاه است و در بیشتر نقاط جهان کاشته می‌شود.

## ویژگی‌ها
عبایی معمولی تا حدود ۶۰ سانتی‌متر رشد می‌کند و ساقه زیرزمینی (ریزوم) دارد، اما ساقه هوایی ندارد. پربرگ است و برگهایش پهن، کشیده، نوک‌تیز، نازک و همیشه سبزند و با دمبرگی بلند از سطح خاک می‌رویند. گل عبایی زنگوله‌ای‌شکل است و از قاعده گیاه می‌شکفد. درونش قرمز تیره و بیرونش ممکن است به رنگهای نخودی، سفید و صورتی کم‌رنگ باشد. فصل شکوفایی گلها از اواخر زمستان تا اواسط بهار است. 

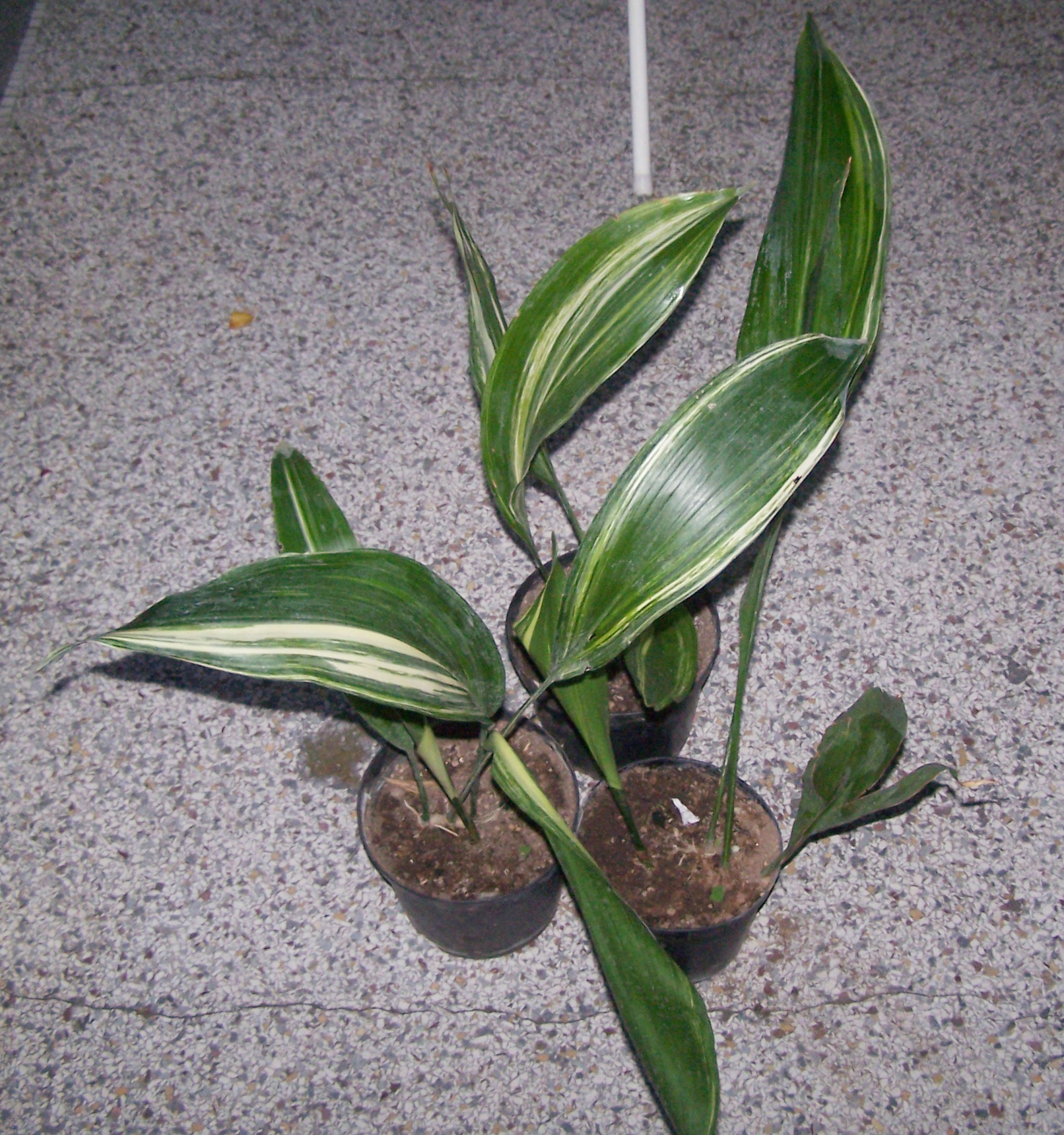
aspidistra elatior variegata.

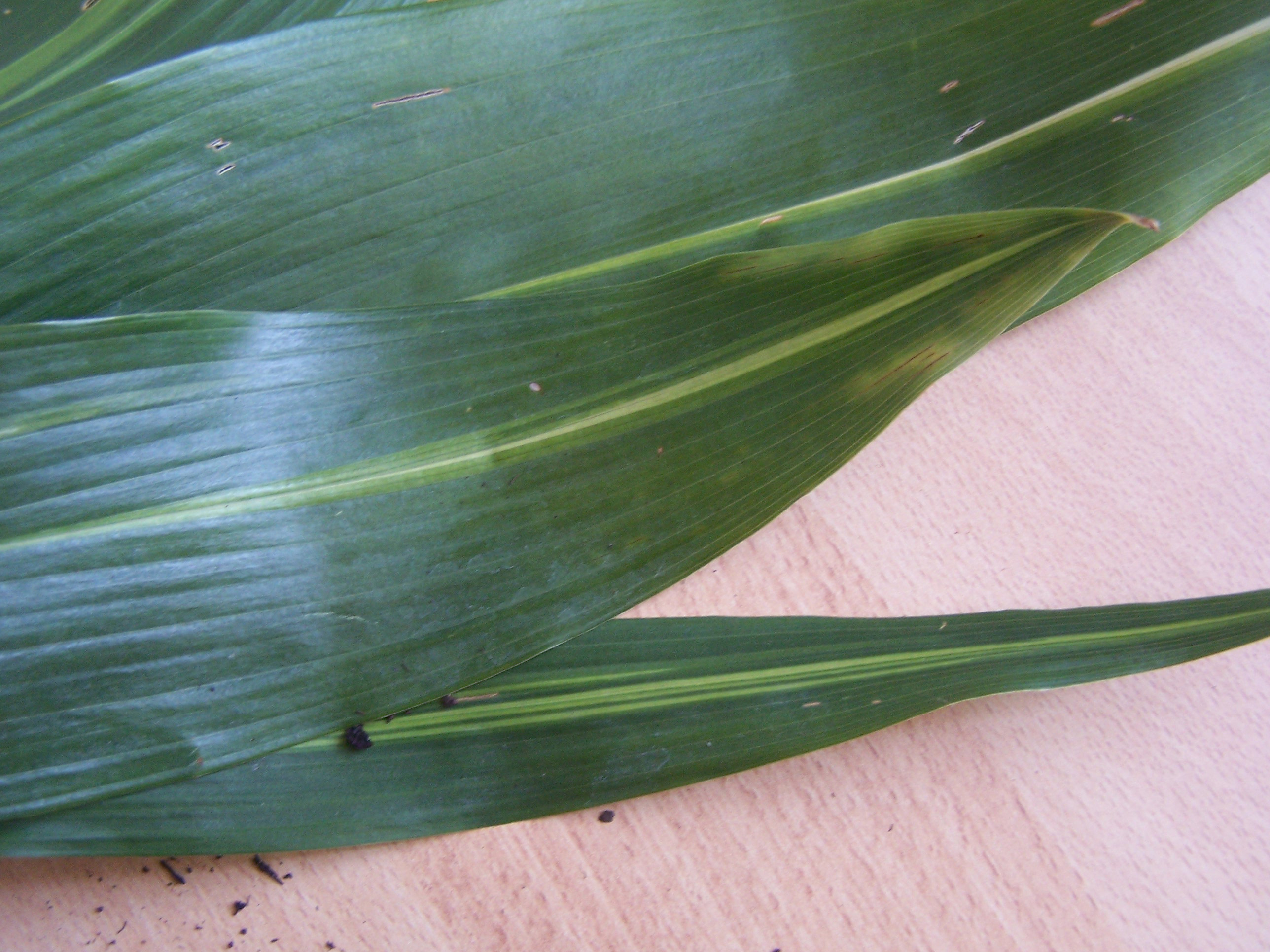
Die Blattspitzen der Kulturform Aspidistra elatior 'Lennon's Song'

## ازیاد
عبایی را در فصل بهار با تقسیم ریزوم زیاد می کنند.
عبایی در خاکهایی با زهکش مناسب و مکانهای نیم‌سایه به‌خوبی رشد می کند. در برابر تغییرات آب و هوا، کم‌آبی، نور کم و آلودگی هوا مقاوم، اما در برابر یخبندان حساس است. عبایی را در آپارتمان و نیز فضای باز می‌توان نگهداری کرد.